# Monteverde Theme Park
Monteverde Theme Park is dierenpark in Santa Elena nabij Monteverde in Costa Rica dat zich richt op inheemse diersoorten.

## Beschrijving
Monteverde Theme Park ligt aan de zuidzijde van Santa Elena. Dit park is ontstaan uit het Ranario de Monteverde. Naast een ranarium met meerdere soorten padden, boom-, glas- en gifkikkers omvat het park ook een insectarium met onder meer Herculeskevers, schorpioenen en vogelspinnen, een vlindertuin met ongeveer dertig soorten vlinders en een tokkelbaan. 